# Курелга (приток Маскары)
Курелга — река в России, протекает по Республике Башкортостан. Устье реки находится в 25 км по левому берегу реки Маскара. Длина реки составляет 10 км.

## Притоки
По порядку от устья:
- Тахырбай (пр)
- Урутау (лв)
- Ак-Куш (пр)
- Искигик (лв)
- Хаскулла (пр)
- Имай (лв)

## Данные водного реестра
По данным государственного водного реестра России относится к Камскому бассейновому округу, водохозяйственный участок реки — Уфа от Нязепетровского гидроузла до Павловского гидроузла, без реки Ай, речной подбассейн реки — Белая. Речной бассейн реки — Кама.
Код объекта в государственном водном реестре — 10010201112111100020520.